# Carel-David Rautenbach
Carel-David Rautenbach, né en 1992, est un trampoliniste namibien.

## Carrière
Aux Championnats d'Afrique 2004 à Thiès, Carel-David Rautenbach remporte la médaille d'or en trampoline individuel junior et la médaille d'argent en trampoline par équipe junior.
Aux Championnats d'Afrique 2006 au Cap, il concourt dans les catégories senior et junior. Dans la catégorie junior, il  est médaillé d'or en trampoline individuel et en trampoline par équipe. Chez les seniors, il obtient la médaille d'argent en trampoline synchronisé avec Frikkie Botes.